# Csallóközi Táncegyüttes
A Csallóközi Táncegyüttes egy szlovákiai magyar néptáncegyüttes. Az együttes célja a magyar néptánc megőrzése, bemutatása.

## Története
Az együttes 1954-ben alakult Pozsonypüspökin,  Felső Csallóközi Táncegyüttes névvel. Előbb Somorjára, majd Dunaszerdahelyre tette át székhelyét, ahol felvette a Csallóközi Dal- és Táncegyüttes nevet. A csoport vezetői voltak: Strižinec Horváth Rudolf, Quittner János, Dudek Ferenc, Brandl Ferenc, majd Oláh Attila.
1997-től egy hosszabb lélegzetű szünet következett, majd a csoport vezetését újra Brandl Ferenc vette át. 2014 februárjától Oláh Attila vezeti. Az együttes Szlovákián kívül fellépett Magyarországon, Csehországban, Görögországban, Bulgáriában, Németországban, Romániában, Szerbiában, és Szlovéniában is. Székhelye a Dunaszerdahelyi Városi Művelődési Központ. Az együttes rendelkezik két ifjúsági csoporttal. Első az Apró Csallóközi, melynek gyermekek a tagjai, a második pedig a Kis Csallóközi, melynek főképp kamaszok a tagjai. A Kis Csallóközi számos néphagyomány-őrző rendezvényen fellép. A csoport ma is aktív, és számos rendezvényen jelenik meg.